# Jiangling Landwind
Jiangling Landwind eller senere Landwind X6 (femdørs) og Landwind X9 (tredørs), er en offroader fra den kinesiske bilfabrikant Jiangling Motors.

## Modeller
Bilen ligner i designet Isuzu Rodeo fra modelårene 1991 til 1997 samt dennes søstermodel Opel Frontera.
Landwind findes som X6-model med femdørs stationcarkarrosseri samt som X9-model med tredørs karrosseri og oplukkeligt tag bagi. Dermed er Landwind X9 sammenlignelig med Opel Frontera Sport. Hvor karrosserierne er næsten identiske med Isuzu Rodeo hhv. Opel Frontera, er frontpartiet komplet nydesignet.
I starten solgtes bilen under navnet Jiangling Landwind, hvor "Landwind" senere blev et komplet mærke fra Jiangling Motors, så i dag hedder modellerne blot Landwind X6 og Landwind X9. I USA sælges den lange version som Landwind GV6 eller Landwind Fitch.
Det tyske ADAC kritiserer brændstofforbruget på 11,6 liter superbenzin pr. 100 km og den dårlige forarbejdning.[kilde mangler]

## Motorer og drivlinie
Landwind findes med benzinmotorer på 2,0 og 2,4 liter samt en dieselmotor på 2,8 liter, alle med fire cylindre. Benzinmotorerne kommer fra Mitsubishi, mens Isuzu leverer dieselmotoren. X9 findes ikke med 2,0-litersmotoren.
Landwind har som standard baghjulstræk, men alle versioner fås som ekstraudstyr med firehjulstræk.

## Sikkerhed
Ifølge ADAC har Landwind ikke klaret sig ret godt i kollisionstests. Ved en frontalkollision med 64 km/t blev passagerkabinen stærkt deformeret. Også ved sidekollisioner med høj hastighed pådrog personerne i bilen sig stærke kropsskader. Yderligere af ADAC påpegede mangler er et højt tyngdepunkt, upræcis styring, manglende ESP, lang bremselængde samt manglende ABS. Landwind opfylder dermed fortsat ikke de høje europæiske sikkerhedsstandarder. Dermed er en registrering inden for EU kun mulig som enkeltregistrering eller fordi at EUs forskrifter om kollsionstests kun gælder for biler med en tilladt totalvægt på op til 2.500 kg.
Peter Bijvelds, den europæiske importør af Landwind, bekendtgjorde på en pressekonference i starten af oktober 2005 i Haag at Landwind måtte genprøves af TÜV og at resultatet var meget dårligt.

## Standardudstyr
Landwind har som standardudstyr udover et rummeligt karrosseri, klimaanlæg, lædersæder, alufælg og radio med cd-afspiller også meget yderligere komfortudstyr.

## Øvrigt
Landwind eksporteres ikke officielt til Europa. Den hollandske eks-racerkører Peter Bijvelds har dog sikret sig importrettighederne for hele Europa og sælger bilen i Holland og Belgien til priser fra ca. 15.000,- €. Landwind hører dermed til de billigste tilbud i sin klasse, ligesom Dacia Logan gør i den lille mellemklasse.